# Fritz Haller
Fritz Haller, né le 23 octobre 1924 à Soleure et mort le 15 octobre 2012 à Berne, est un architecte et designer suisse.

## Biographie
Fritz Haller fait un apprentissage de dessinateur en bâtiments (1941-1943) à la suite  duquel il exerce dans les bureaux d'architecture Van Tijen et Maaskant à Rotterdam. Il rejoint le cabinet d’architecture de son père, Bruno Haller, à Soleure dès 1949.
Le travail de Fritz Haller est basé sur trois systèmes ;  le « mini » pour l’habitat privé et les bureaux, « midi » pour les bâtiments de taille plus importante et « maxi » pour les bâtiments industriels. Ces trois systèmes sont basés sur le même principe d’éléments de construction en acier, utilisé à des échelles différentes,,,.
En 1961, il réalise les nouveaux locaux de la société USM à Münsingen en Suisse, sur le principe de son concept de système d’éléments de construction en acier, déclinables dans les tailles maxi, midi, mini. 

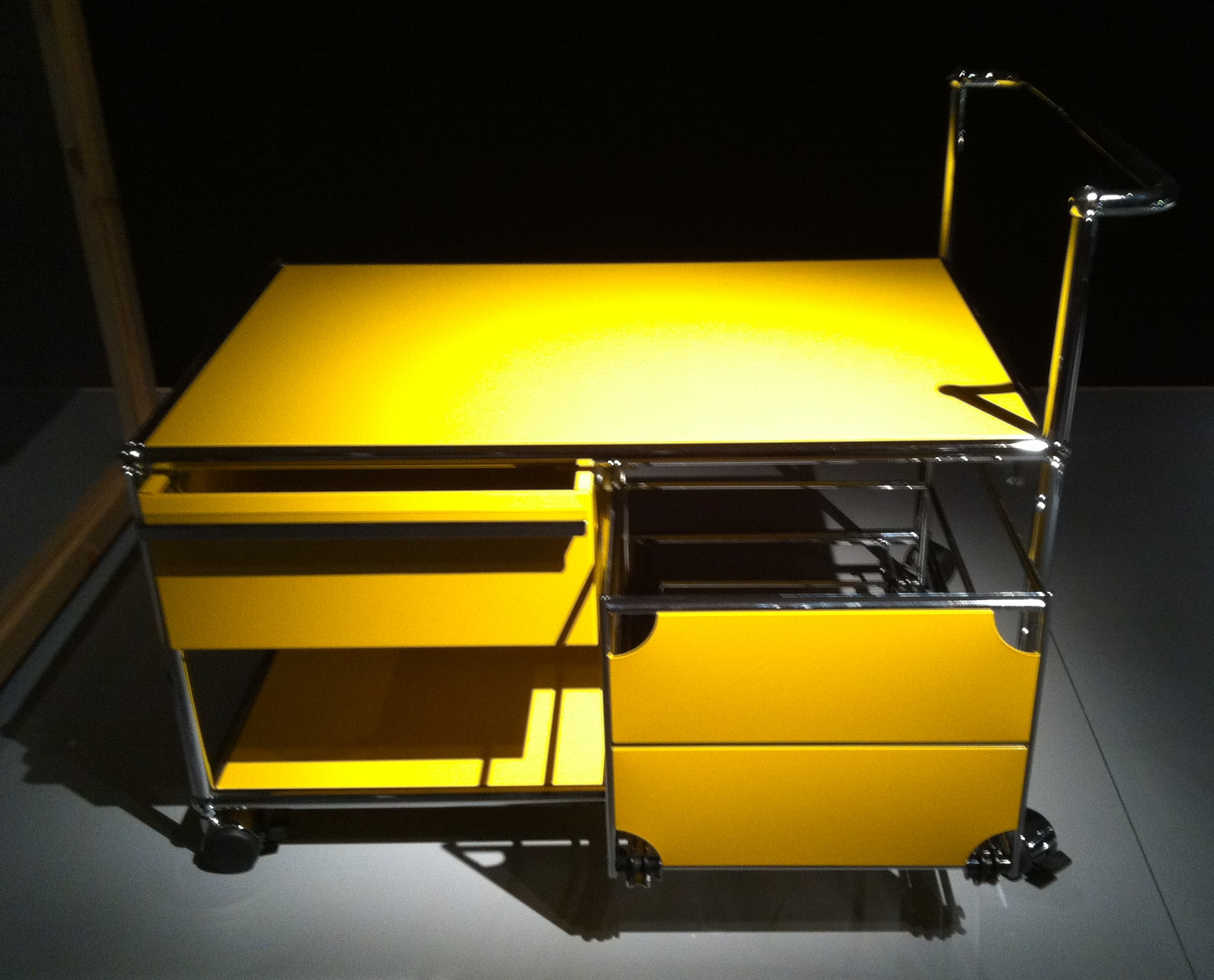
Fourniture scolaire créée par Paul Schärer et Fritz Haller, 1963

En 1963 il crée avec Paul Schärer de la société USM, le système d’aménagement modulable connu sous le nom d’USM Haller. Mobilier constitué de boules, de tubes en acier chromé et de revêtements en métal ou en verre, USM Haller est devenu un produit iconique du design réputé dans le monde entier.
Fritz Haller fait reconnaître en 1988 la création USM Haller comme une œuvre d'art appliqué. En 2001, USM Haller a intégré la collection permanente du Museum of Modern Art à New York.
Fritz Haller a été professeur invité à l'université de Californie du Sud à Los Angeles (1966-1971), professeur honoraire à l'université de Stuttgart (1974), professeur à l'université de Karlsruhe (1977-1990).
Il était membre de la Fédération des architectes suisses et de l'Académie des beaux-arts de Berlin, docteur honoris causa de l'université de Dortmund (1992). En tant qu'architecte, Fritz Haller a conçu une centaine d'écoles, de bâtiments administratifs, usines et immeubles d'habitation.